# Конов, Михаил Фёдорович
Конов Михаил Фёдорович — российский советский живописец, член Санкт-Петербургского Союза художников (до 1992 года — Ленинградской организации Союза художников РСФСР).

## Биография
Учился в 1952-1958 на живописном факультете в ЛИЖСА имени И. Е. Репина. Окончил институт по мастерской Иосифа Серебряного с присвоением звания художника живописи. Дипломная работа — картина «Русская сказка».
С 1958 участвовал в выставках. Писал портреты, тематические картины, пейзажи. Среди созданных произведений картины «Баргузинская рыбачка» (1960), «Портрет сталевара Кировского завода П. Романова» (1961), «Портрет сталевара Кировского завода Ю. Григорьева» (1964), «Портрет М. Булганина, сталевара Кировского завода» (1970), «Портрет сталевара Кировского завода Н. Жуковского» (1972), «Сталевары» (1975), «Озеро» (1994) и другие. Произведения Конова Михаила Фёдоровича находятся в музеях и частных собраниях в России и за рубежом.